# Kanton Livernon
Der Kanton Livernon war bis 2015 ein französischer Wahlkreis im Arrondissement Figeac, im Département Lot und in der Region Midi-Pyrénées; sein Hauptort war Livernon, Vertreter im Generalrat des Départements war zuletzt von 1982 bis 2015, wiedergewählt zuletzt 2008, Serge Despeyroux.
Der Kanton war 260,45 km² groß und hatte 3787 Einwohner (Stand: 2012). 
Der Kanton umfasste Wahlberechtigte aus folgenden 17 Gemeinden:
| Gemeinde                | Einwohner Jahr | Fläche km² | Bevölkerungsdichte | Postleitzahl | Code INSEE |
| ----------------------- | -------------- | ---------- | ------------------ | ------------ | ---------- |
| Assier                  | 693 (2013)     | –          | – Einw./km²        | 46320        | 46009      |
| Boussac                 | 188 (2013)     | –          | – Einw./km²        | 46100        | 46035      |
| Brengues                | 192 (2013)     | –          | – Einw./km²        | 46320        | 46039      |
| Cambes                  | 326 (2013)     | –          | – Einw./km²        | 46100        | 46051      |
| Corn                    | 199 (2013)     | –          | – Einw./km²        | 46100        | 46075      |
| Durbans                 | 123 (2013)     | –          | – Einw./km²        | 46320        | 46090      |
| Espagnac-Sainte-Eulalie | 95 (2013)      | –          | – Einw./km²        | 46320        | 46093      |
| Espédaillac             | 251 (2013)     | –          | – Einw./km²        | 46320        | 46094      |
| Flaujac-Gare            | 100 (2013)     | –          | – Einw./km²        | 46320        | 46104      |
| Grèzes                  | 166 (2013)     | –          | – Einw./km²        | 46320        | 46131      |
| Issepts                 | 207 (2013)     | –          | – Einw./km²        | 46320        | 46133      |
| Livernon                | 663 (2013)     | –          | – Einw./km²        | 46320        | 46176      |
| Quissac-en-Quercy       | 115 (2013)     | –          | – Einw./km²        | 46320        | 46233      |
| Reilhac                 | 183 (2013)     | –          | – Einw./km²        | 46500        | 46235      |
| Reyrevignes             | 317 (2013)     | –          | – Einw./km²        | 46320        | 46237      |
| Saint-Simon             | 166 (2013)     | –          | – Einw./km²        | 46320        | 46292      |
| Sonac                   | 79 (2013)      | –          | – Einw./km²        | 46320        | 46306      |